# 埃利·瓦罗
埃利·瓦罗（法語：Élie Hoarau；1938年7月8日—），留尼汪政治家，现任留尼汪共产党主席，曾任圣皮埃尔市长、法国国民议会议员、欧洲议会议员、留尼汪共产党总书记。他出生于圣苏珊，于1967年取得化学高级研究文凭。他的妻子吉利塔·瓦罗曾任法国参议院议员。